# Élections législatives de 1951 en Loir-et-Cher
Les élections législatives françaises de 1951 se tiennent le 17 juin. Ce sont les deuxièmes élections législatives de la Quatrième République.

## Mode de scrutin
Représentation proportionnelle plurinominale suivant la méthode du plus fort reste dans 103 circonscriptions, conformément à la loi des apparentements : les listes qui se sont « apparentées » avant l'élection remportent tous les sièges de la circonscription si leurs voix ajoutées obtiennent la majorité absolue des suffrages exprimés. Il y a 629 sièges à pourvoir.
Le vote préférentiel est admis. 
Dans le département de Loir-et-Cher, quatre députés sont à élire.

## Candidats

### Liste d'union républicaine, résistante et antifasciste présentée par le Parti communiste français
| N° | Candidats | Candidats                 | Parti | Principales fonctions                                       |
| -- | --------- | ------------------------- | ----- | ----------------------------------------------------------- |
| 01 |           | Bernard Paumier           | PCF   | Député sortant, ouvrier agricole, Chémery, ancien résistant |
| 02 |           | Robert Augustin Levasseur | PCF   | Cheminot, Blois                                             |
| 03 |           | Anne-Marie Lehoux         | PCF   | Institutrice, Gièvres                                       |
| 04 |           | Raymond Jacques Hamel     | PCF   | Géomètre, conseiller municipal de Vendôme, ancien résistant |

### Liste d'Union des indépendants, des paysans et des républicains nationaux
| N° | Candidats | Candidats        | Parti | Principales fonctions                                                      |
| -- | --------- | ---------------- | ----- | -------------------------------------------------------------------------- |
| 01 |           | Robert Bruyneel  | CNIP  | Docteur en droit, député sortant, ancien Sous-secrétaire d'État            |
| 02 |           | Georges Litalien | CNIP  | Directeur-gérant de la société David et Gendre à Blois                     |
| 03 |           | André Brasseur   | CNIP  | Ingénieur des Arts et Manufactures, Romorantin                             |
| 04 |           | André Peigné     | CNIP  | Cultivateur, maire de Tourailles, conseiller général du canton de Selommes |

### Liste du parti socialiste SFIO
| N° | Candidats | Candidats        | Parti | Principales fonctions                                                            |
| -- | --------- | ---------------- | ----- | -------------------------------------------------------------------------------- |
| 01 |           | Kléber Loustau   | SFIO  | Député sortant, ouvrier ajusteur-mécanicien, ancien Sous-Préfet, Selles-sur-Cher |
| 02 |           | Maurice Pasquier | SFIO  | Cultivateur à Tour-en-Sologne                                                    |
| 03 |           | Fernand Labbé    | SFIO  | Viticulteur à Thoré-la-Rochette                                                  |
| 04 |           | Norbert Ménager  | SFIO  | Ouvrier mouleur, conseiller général du canton de Morée, maire de Fréteval        |

### Liste du Rassemblement du peuple français
| N° | Candidats | Candidats              | Parti | Principales fonctions                                                                                  |
| -- | --------- | ---------------------- | ----- | --- |
| 01 |           | Pierre Comte-Offenbach | RPF   | Industriel, ancien résistant                                                                           |
| 02 |           | Georges Buhler         | RPF   | Secrétaire général de l'Office des anciens combattants et victimes de guerre Médaille de la Résistance |
| 03 |           | André Galéanne         | RPF   | Meunier                                                                                                |
| 04 |           | Louis Tournois         | RPF   | Viticulteur                                                                                            |

### Liste du Mouvement républicain populaire et des Républicains démocrates
| N° | Candidats | Candidats          | Parti                 | Principales fonctions                                           |
| -- | --------- | ------------------ | --------------------- | --------------------------------------------------------------- |
| 01 |           | André Burlot       | MRP                   | Député sortant, ingénieur de l'École Polytechnique              |
| 02 |           | Gabriel Chevallier | MRP                   | Ancien député, chirurgien, conseiller général, maire de Vendôme |
| 03 |           | Paul Perdereau     | Républicain démocrate | Cultivateur, maire d'Ouzouer-le-Marché                          |
| 04 |           | Gabriel Pérotin    | Républicain démocrate | Cultivateur, maire de Loreux                                    |

### Liste du Rassemblement des gauches républicaines
| N° | Candidats | Candidats       | Parti | Principales fonctions                                                                      |
| -- | --------- | --------------- | ----- | ------------------------------------------------------------------------------------------ |
| 01 |           | Robert Le Guyon | RGR   | Sénateur, professeur agrégé de médecine, conseiller général du canton de Neung-sur-Beuvron |
| 02 |           | Charles Diard   | RGR   | Industriel                                                                                 |
| 03 |           | Jean Goudchaux  | RGR   | Avocat à la Cour d'Appel de Paris                                                          |
| 04 |           | Louis Boichot   | RGR   | Commerçant, maire de Salbris                                                               |

### Liste de défense des libertés
| N° | Candidats | Candidats       | Parti                | Principales fonctions |
| -- | --------- | --------------- | -------------------- | --------------------- |
| 01 |           | Guy Desforges   | Défense des libertés |                       |
| 02 |           | Louis Lecointre | Défense des libertés |                       |
| 03 |           | Georges Cruet   | Défense des libertés |                       |
| 04 |           | Achille Lafarge | Défense des libertés |                       |

## Élus
| Député sortant  | Parti | Parti | Député élu ou réélu | Parti | Parti |
| --------------- | ----- | ----- | ------------------- | ----- | ----- |
| Bernard Paumier |       | PCF   | Georges Litalien    |       | CNIP  |
| Kléber Loustau  |       | SFIO  | Kléber Loustau      |       | SFIO  |
| André Burlot    |       | MRP   | André Burlot        |       | MRP   |
| Robert Bruyneel |       | CNIP  | Robert Bruyneel     |       | CNIP  |

## Résultats

### Résultats à l'échelle du département
- Les listes du CNIP, de la SFIO et du MRP se sont apparentées.
- Leurs voix cumulées représentant plus de 50% des exprimés, tous les sièges sont répartis à la proportionnelle entre les partis apparentés.

| Parti    | Parti                                            | Tête de liste          | Résultats | Résultats | Sièges |  |
| Parti    | Parti                                            | Tête de liste          | Voix      | %         |        |  |
| -------- | ------------------------------------------------ | ---------------------- | --------- | --------- | ------ |  |
|          | Parti communiste français                        | Bernard Paumier        | 28 910    | 24,99     | 0      |  |
|          | Centre national des indépendants et paysans *    | Robert Bruyneel        | 23 714    | 20,50     | 2      |  |
|          | Section française de l'Internationale ouvrière * | Kléber Loustau         | 18 836    | 16,28     | 1      |  |
|          | Rassemblement du peuple français                 | Pierre Comte-Offenbach | 18 594    | 16,07     | 0      |  |
|          | Mouvement républicain populaire *                | André Burlot           | 18 411    | 15,91     | 1      |  |
|          | Rassemblement des gauches républicaines          | Robert Le Guyon        | 4 467     | 3,86      | 0      |  |
|          | Déf. lib                                         | Guy Desforges          | 1 415     | 1,22      | 0      |  |
|          |                                                  |                        |           |           |        |  |
| Inscrits | Inscrits                                         | Inscrits               | 150 498   | 100,00    | 4      |  |
| Votants  | Votants                                          | Votants                | 120 377   | 79,99     |        |  |
| Exprimés | Exprimés                                         | Exprimés               | 115 689   | 96,11     |        |  |